# Pin-diode
En pin-diode er en halvlederdiode med et relativt bredt, let doteret område (eng. intrinsic dansk 'iboende') mellem en p-type halvleder og en n-type halvleder område. P-type og n-type områderne er typisk relativt kraftig doteret fordi de også anvendes som ohmske forbindelser.
Det brede intrinsic-område er i kontrast til en ordinær pn-diode. Det brede intrinsic-område gør at pin-dioden er en ringe ensretter ved højere frekvenser – f.eks. 3 MHz (en typisk funktion af en sædvanlig diode), men det gør pin-dioden anvendelig som dæmper, hurtig kontakt, fotodetektor – og højspændingselektronik anvendelser.

## Karakterisering
En pin-diode opfylder standard diode ligningen for lavfrekvenssignaler. Ved højere frekvenser opfører dioden sig som en næsten perfekt (meget linær, selv for store signaler) resistor. Der er en relativ stor mængde lagret elektrisk ladning i intrinsic-området. Ved lave frekvenser når ladningen at blive fjernet i spærreretningen og dioden er ikke ledende. Ved højere frekvenser er der ikke nok tid til at fjerne ladningen, så dioden slukker aldrig. Pin-dioden har en dårlig reverse recovery time.
Resistansen ved højere frekvenser er omvendt proportional med middelstrømmen gennem dioden. En pin-diode kan derfor virke som en variabel modstand ved højere frekvenser. Denne højfrekvens resistans kan variere over et bredt interval (fra 0,1 ohm til 10 kΩ i nogle tilfælde), men det anvendelige er typisk mindre.
Det brede intrinsic-område betyder også at dioden har en lav anode-katode kapacitans når spærrespændt.
En pin-fotodiode er følsom overfor røntgenstråle- og gammastråle-fotoner. Det betyder at den kan anvendes som detektor for disse strålinger – og det betyder også at de i andre brugssammmenhænge utilsigtet kan give fejlsignaler under røntgenbestråling og gammabestråling.